# Ljubov' Muchačëva
Ljubov' Alekseevna Muchačëva, coniugata Osipova (in russo Любовь Алексеевна Мухачёва-Осипова?; Staraja Russa, 23 luglio 1947), è un'ex fondista sovietica.
In seguito alla dissoluzione dell'Unione Sovietica, nel 1991 ha assunto la nazionalità russa.

## Palmarès

### Olimpiadi invernali
- Oro a Sapporo 1972 nella staffetta 3x5 km.